# Only a Matter of Time
«Only a Matter of Time» es la octava y última canción del álbum When Dream and Day Unite hecho por la banda de Progressive metal, Dream Theater en 1989. La letra de la canción fue escrita por el ex teclista Kevin Moore.

## Diferentes versiones
- La canción también aparece en el CD y DVD Live at Budokan.